# Struthanthus vulgaris
Struthanthus vulgaris är en tvåhjärtbladig växtart som beskrevs av Carl Friedrich Philipp von Martius. Struthanthus vulgaris ingår i släktet Struthanthus och familjen Loranthaceae. Inga underarter finns listade i Catalogue of Life.